# Vüsal İsgəndərli
Vüsal Mahmud oğlu İsgəndərli (Füzuli, 3 novembre 1995) è un calciatore azero, attaccante del Partizani Tirana.

## Statistiche

### Cronologia presenze e reti in nazionale
| Cronologia completa delle presenze e delle reti in nazionale ― Azerbaigian | Cronologia completa delle presenze e delle reti in nazionale ― Azerbaigian | Cronologia completa delle presenze e delle reti in nazionale ― Azerbaigian | Cronologia completa delle presenze e delle reti in nazionale ― Azerbaigian | Cronologia completa delle presenze e delle reti in nazionale ― Azerbaigian | Cronologia completa delle presenze e delle reti in nazionale ― Azerbaigian | Cronologia completa delle presenze e delle reti in nazionale ― Azerbaigian | Cronologia completa delle presenze e delle reti in nazionale ― Azerbaigian |
| Data                                                                       | Città                                                                      | In casa                                                                    | Risultato                                                                  | Ospiti                                                                     | Competizione                                                               | Reti                                                                       | Note                                                                       |
| -------------------------------------------------------------------------- | -------------------------------------------------------------------------- | -------------------------------------------------------------------------- | -------------------------------------------------------------------------- | -------------------------------------------------------------------------- | -------------------------------------------------------------------------- | -------------------------------------------------------------------------- | -------------------------------------------------------------------------- |
| 19-11-2019                                                                 | Trnava                                                                     | Slovacchia                                                                 | 2 – 0                                                                      | Azerbaigian                                                                | Qual. Euro 2020                                                            | -                                                                          |                                                                            |
| 11-11-2020                                                                 | Lubiana                                                                    | Slovenia                                                                   | 0 – 0                                                                      | Azerbaigian                                                                | Amichevole                                                                 | -                                                                          | 46’                                                                        |
| 14-11-2020                                                                 | Baku                                                                       | Azerbaigian                                                                | 0 – 0                                                                      | Montenegro                                                                 | UEFA Nations League 2020-2021 - 1º turno                                   | -                                                                          | 67’                                                                        |
| 22-3-2024                                                                  | Baku                                                                       | Azerbaigian                                                                | 1 – 0                                                                      | Mongolia                                                                   | Amichevole                                                                 | -                                                                          | 59’                                                                        |
| 7-6-2024                                                                   | Szombathely                                                                | Albania                                                                    | 3 – 1                                                                      | Azerbaigian                                                                | Amichevole                                                                 | -                                                                          | 63’                                                                        |
| Totale                                                                     |                                                                            | Presenze                                                                   | 5                                                                          |                                                                            | Reti                                                                       | 0                                                                          |                                                                            |